# Estación de Tavira
La Estación Ferroviaria de Tavira, igualmente conocida como Estación de Tavira, es una plataforma ferroviaria de la Línea del Algarve, que sirve a la ciudad de Tavira, en el distrito de Faro, en Portugal.

## Características

### Características y servicios
En 2004, esta estación tenía la clasificación D de la Red Ferroviaria Nacional. En 2007, contaba con un servicio de información al público. En 2009, era servida por tres vías de circulación, teniendo la primera 258 metros de extensión, y la segunda y la tercera 174 metros cada una; las dos plataformas tenían 135 y 131 metros de extensión y 50 centímetros de altura.
En enero de 2011, ya se habían verificado alteraciones en las plataformas, pasando la primera a presentar 136 metros de longitud y 45 centímetros de altura, y la segunda, 133 metros de longitud y 40 centímetros de altura; no se realizaron modificaciones en términos de longitud de vías.

### Localización y accesos
La estación tiene acceso por la Avenida de Santo Amaro, en la ciudad de Tavira.

## Historia

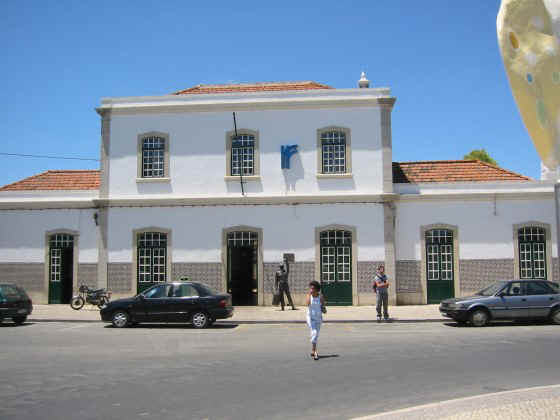
Estación de Tavira, vista desde la Avenida de Santo Amaro.

### Planificación, construcción e inauguración
El 12 de diciembre de 1903, tuvo lugar la conclusión de, entre otras empresas, la construcción de una estación en Tavira, que debía incluir una estación cubierta y otra descubierta, retretes y una fosa; este contrato tenía un valor de 5.800 Reales.
La estación fue inaugurada el 10 de marzo de 1905, como terminal provisional de la Línea del Sur; en ese momento, la plataforma tenía el grado de 2.ª Clase. La ocasión fue ampliamente festejada en la ciudad, siendo la estación decorada. El primer servicio en esta estación no se efectuó hasta el 19 de marzo. En ese momento, la estación se situaba a la entrada de la ciudad, junto al enlace entre la ruta real y el acceso a la localidad de Santo Estêvão; una avenida construida para mejorar el acceso a la estación.
Debido al hecho de, desde su inauguración, haber experimentado un elevado volumen de tráfico de pasajeros con Faro, los servicios fueron, también en 1905, reforzados entre estas dos estaciones.
En 1927, esta estación pasó a la gestión de la Compañía de los Caminhos de Ferro Portugueses, junto con el resto de la Red del Sur y Sudeste de los antiguos Ferrocarriles del Estado; en 1933, aquella operadora realizó varias obras en esta estación, en el ámbito de un programa de reparación y modernización de las antiguas conexiones del Estado.

### Movimiento de pasajeros y mercancías

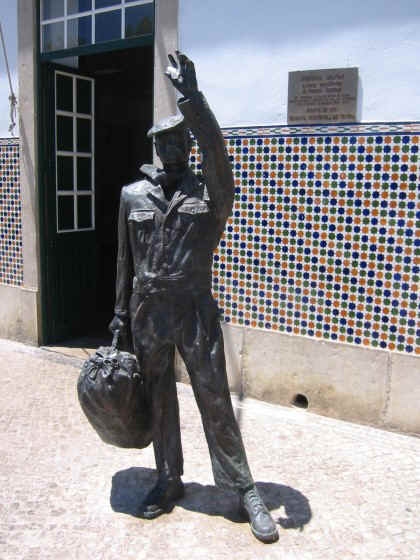
Monumento al emigrante, en el exterior de la Estación de Tavira

Además del servicio de pasajeros, esta estación también sirvió de plataforma para la carga y descarga de ganado, especialmente del tipo porcino, con destino a Montijo. Las descargas, normalmente de ganado viniendo del Alentejo, aumentaban entre agosto y septiembre, cuando aumentaba la población en esta zona, y, consecuentemente, la demanda en los trenes; el ganado cargado en esta estación era destinado casi por completo a El Montijo.
Además de ganado, también se cargaba sal, con destino a Aveiro, y trigo, para Faro, Lisboa y otras localidades con silos. Estas mercancías eran, normalmente, expedidas en grandes volúmenes (vagones completos).
Las principales mercancías recibidas fueron adobes (especialmente en el otoño), paja, materiales de construcción (especialmente cemento), papel (originario de Cacia), aceite, arroz y patatas (para el Cuartel de la Atalaia), y trigo de semilla.
Después del inicio de la Primera Guerra Mundial, se verificó, en general, una diminución del volumen de mercancías expedido de esta estación.
En términos de pasajeros, esta estación fue muy utilizada por grupos de veraneantes, que se desplazaban a Monte Gordo; ostentaba, igualmente, un tráfico de pasajeros considerable con Luz de Tavira, Conceição, Cacela, Olhão, Faro y Lisboa.

### SigloXXI
En 2007 un protocolo firmado entre la Red Ferroviaria Nacional y la Cámara Municipal de Tavira proyectó la eliminación de varios pasos a nivel junto a la Estación Ferroviaria.
Una propuesta de 2008 del Proyecto Movilidad Sostenible, organizado por el Instituto de Dinámicas del Espacio de la Facultad de Ciencias Sociales y Humanas de la Universidad Nueva de Lisboa, propuso la construcción de una nueva plataforma ferroviaria en Tavira, junto a la actual estación.
Entre febrero y marzo de 2009, la Red Ferroviaria Nacional ejecutó diversos trabajos de remodelación en esta estación.